# Archiprezbiterat Águeda
Archiprezbiterat Águeda − jeden z 10 wikariatów diecezji Aveiro, składający się z 21 parafii:
- Parafia w Agadão
- Parafia w Aguada de Baixo
- Parafia w Aguada de Cima
- Parafia w Avelãs do Caminho
- Parafia św. Eulalii w Águeda
- Parafia św. Andrzeja w Barrô
- Parafia w Belazaima do Chão
- Parafia Matki Bożej z La Salette w Borralha
- Parafia św. Mammeda w Castanheira do Vouga
- Parafia w Espinhel
- Parafia w Fermentelos
- Parafia Najświętszej Maryi Panny w Lamas do Vouga
- Parafia św. Marcina w Macieira de Alcoba
- Parafia w Macinhata do Vouga
- Parafia w Óis da Ribeira
- Parafia św. Jakuba w Préstimo
- Parafia w Recardães
- Parafia św. Piotra w Segadães
- Parafia w Travassô
- Parafia św. Salvadora w Trofa do Vouga
- Parafia w Valongo do Vouga